# Head over Heels (Tears for Fears)
Head over Heels is een nummer van het Britse new waveduo Tears for Fears uit 1985. Het is de vierde single van hun tweede studioalbum Songs from the Big Chair.
Er is maar liefst twee jaar gewerkt aan dit nummer voordat het uiteindelijk wordt uitgebracht als single. "Head over Heels" werd in een aantal landen een hit, maar wist het succes van "Shout" en "Everybody Wants to Rule the World" niet te evenaren. Het nummer haalde de 12e positie in het Verenigd Koninkrijk. In Nederland bleef het steken op de 12e positie in de Tipparade, en in de Vlaamse Radio 2 Top 30 haalde het de 18e positie.

## NPO Radio 2 Top 2000
| Nummer met noteringen in de NPO Radio 2 Top 2000 | '22  | '23  | '24  |
| ------------------------------------------------ | ---- | ---- | ---- |
| Head over Heels                                  | 1800 | 1639 | 1610 |

1. ↑  Een vetgedrukt getal geeft de hoogste notering aan.
2. ↑  2022 was het eerste jaar met een notering voor dit nummer.